# Andrea Roventini
Andrea Roventini (* 16. April 1977 in Mirandola) ist ein italienischer Ökonom. Er ist Professor an der Scuola Superiore Sant’Anna.
Er hat u. a. zu makroökonomischen Fragen und zu „agent-based computational economics“ gearbeitet.
Er wurde von der Partei MoVimento 5 Stelle (M5S) am 1. März 2018, drei Tage vor den Parlamentswahlen, als Kandidat für das Amt des italienischen Wirtschaftsministers vorgestellt.
M5S und Lega Nord begannen am 9. Mai mit Koalitionsverhandlungen und legten am 18. Mai 2018 einen Koalitionsvertrag vor. Als Favorit für das Amt des Ministerpräsidenten galt der Juraprofessor Giuseppe Conte, der das Amt am 1. Juni 2018 antrat; Roventini galt als mögliche Alternative.